# Soldotna
Soldotna är en ort (city) i Kenai Peninsula Borough i delstaten Alaska i USA. Orten hade 4 342 invånare, på en yta av 19,19 km² (2020). Soldotna är huvudorten i Kenai Peninsula Borough.